# Edmund Czaika (Fußballspieler, 1909)
Edmund Czaika (* 15. Juli 1909 in Herne; † 18. April 1992) war ein deutscher Fußballspieler.

## Karriere
Czaika wuchs fußballerisch in der Jugend von Westfalia Herne auf. Gemeinsam mit Karl Joswiak rückte er 1926/27 aus der Jugend in die Seniorenmannschaft auf. In den Spielzeiten 1928/29 und 1929/30 feierte Czaika die Meisterschaften in der 2. Bezirksklasse und 1. Bezirksklasse und belegte auch 1930/31 in der Ruhrbezirksliga punktgleich mit Germania Bochum den 1. Platz. Bei Piorr wird zu dieser erfolgreichen Phase notiert: „Die Stammformation von Westfalia-Fortuna Herne, die von 1928 bis 1931 spielte, muss als eine der stärksten Mannschaften der hundertjährigen Vereinsgeschichte angesehen werden“. Czaika spielte von 1934 bis 1943 für drei (?) Vereine in zwei unterschiedlichen Gauligen als höchste Spielklasse im Deutschen Reich zur Zeit des Nationalsozialismus.
Für die Angabe bei Grüne, er hätte zunächst bis 3/1935 in der Saison 1934/35 für Schwarz-Weiß Essen in der Gauliga Niederrhein, dann, von 1935 bis 1941, für den Ligakonkurrenten Fortuna Düsseldorf – und das sehr erfolgreich gespielt, ergibt sich der Widerspruch bei Bolten, Langer, wo auf Seite 438 sein Zugang im Jahr 1933 von Schwarz-Weiß Essen aufgeführt ist. Namentlich aufgeführt in der Geschichte von Fortuna ist Czaika dagegen explizit ab der Saison 1934/35. Während seiner Vereinszugehörigkeit bei Fortuna Düsseldorf gewann er fünfmal die Gaumeisterschaft und nahm infolgedessen auch fünfmal an der Endrunde um die Deutsche Meisterschaft teil. Bei seiner ersten Teilnahme, er debütierte im zweiten Spiel der Gruppe D am 19. April 1936 beim 2:0-Sieg über den Kölner CfR, bestritt er alle restlichen Spiele, einschließlich des am 21. Juni 1936 im Berliner Poststadion ausgetragenen Finales. Dieses wurde gegen den 1. FC Nürnberg erst mit dem von Karl Gußner in der 120. Minute erzielten Siegtor zum 2:1 unmittelbar vor Beendigung der Verlängerung zugunsten der Nürnberger entschieden. In seinen restlichen 17 von insgesamt 24 Endrundenspielen kam er mit seiner Mannschaft nicht über die Gruppenphase bzw. 1938/39 über die Gruppenfinalspiele hinaus.
Am Wettbewerb um den Tschammerpokal, den seit 1935 eingeführten Pokalwettbewerb für Vereinsmannschaften, nahm er mit Fortuna Düsseldorf ebenfalls teil. Sein Debüt gab er am 22. September 1935 in Hamburg beim 4:1-Sieg über den Hamburger SV in der 2. Runde. Obwohl Fortuna Düsseldorf auch im Folgejahr am Pokalwettbewerb teilnahm, wurde er nicht eingesetzt. Seine restlichen 14 Pokalspiele bestritt er dann von 1937 bis 1941, wobei er am 9. Januar 1938 das einzige Mal auch das Finale erreichte, das jedoch mit 1:2 in Köln gegen den FC Schalke 04 verloren wurde.
Mit der Auswahl vom Niederrhein war Czaika auch im Bundespokal aktiv. Im Jahr 1936/37 gehörte er der siegreichen Vertretung im Halbfinale am 7. Februar 1937 in Berlin gegen Brandenburg an. Beim 4:3-Erfolg bildete er zusammen mit Günther Stephan und Josef Rodzinski die Läuferreihe des Niederrheins, welcher sich auch im Finale am 27. Februar in Berlin mit 2:1 gegen die Auswahl von Sachsen durchsetzte. Im Finale wurde er aber von Vereinskollege Jakob Bender vertreten. Als der Niederrhein sich am 15. November 1942 in Essen mit einem 2:1 gegen die Vertretung Nordmark durchsetzte und erneut den Bundespokal gewann, hatte Czaika zuvor in den zwei Spielen gegen Baden (3:1) und Kurhessen (6:2) teilgenommen. Wiederum gehörte er nicht der Finalbesetzung an. 
Als Gastspieler kam er im Zweiten Weltkrieg beim VfB Stuttgart in der Gauliga Württemberg 1942/43 zum Einsatz, wie auch Rudolf Gellesch vom FC Schalke 04. Der VfB wurde Meister, aber am Endrundenspiel am 2. Mai 1943 gegen 1860 München kam Czaika nicht zum Einsatz. Nach Ende des Krieges kehrte er nach Düsseldorf zurück und gehörte 1945/46 (Stadtliga Düsseldorf) und 1946/47 in der Bezirksliga Berg-Mark dem Team von Fortuna Düsseldorf an. Durch den 2. Rang in den Spielen um die Niederrheinmeisterschaft qualifizierte sich die Fortuna für die ab 1947/48 startende Oberliga West. Zu diesem Zeitpunkt war Czaika aber als Trainer beim Düsseldorfer Stadtteilverein SSV Oberkassel tätig und führte den SSV in die Niederrhein-Liga. Später war er auch noch bei mehreren anderen Amateurvereinen als Trainer tätig, unter anderem beim BV 04 Düsseldorf.

## Erfolge
mit Fortuna Düsseldorf
- Zweiter der Deutschen Meisterschaft 1936
- Gaumeister Niederrhein 1936, 1937, 1938, 1939, 1940

mit dem VfB Stuttgart
- Gaumeister Württemberg 1943